# Nowogródek (1919–1939)
Tỉnh Nowogródek (tiếng Ba Lan: Województwo nowogródzkie) là một đơn vị hành chính của Đệ Nhị Cộng hòa Ba Lan từ năm 1919 đến 1939, với thủ phủ là Nowogródek (nay là Navahrudak, Belarus). Sau cuộc xâm lược Ba Lan của Đức và Liên Xô vào tháng 9 năm 1939, biên giới của Ba Lan được vẽ lại. Tỉnh Nowogródek được sáp nhập vào Cộng hòa Xã hội chủ nghĩa Xô viết Byelorussia trong bầu không khí khủng bố. Khi Chiến tranh thế giới thứ hai kết thúc, với sự kiên quyết của Joseph Stalin, khu vực này vẫn nằm trong tay Liên Xô và người Ba Lan nhanh chóng bị buộc phải tái định cư. Kể từ năm 1991, phần lớn lãnh thổ thuộc về Cộng hòa Belarus độc lập.

## Địa lý
Tỉnh có diện tích 22.966 km2 (8.867 dặm vuông Anh), nằm ở phía đông bắc của đất nước, giáp với Liên Xô ở phía đông, tỉnh Białystok ở phía tây, tỉnh Polesie ở phía nam và tỉnh Wilno ở phía bắc. Cảnh quan bằng phẳng và nhiều cây cối rậm rạp, nằm trong lưu vực sông Neman.

## Dân cư
Tỉnh Nowogródek bao gồm 8 đô thị, 8 powiat (huyện) được chia nhỏ thành futory và kolonie, và 89 làng. Dữ liệu điều tra dân số Ba Lan năm 1921 cho thấy tỉnh này có 800.761 người sinh sống và mật độ dân số là 35,3 người/km². Một thập kỷ sau, kết quả điều tra dân số Ba Lan năm 1931 cho thấy dân số tăng ổn định ở mức 1.057.200 người, trong đó 82% tham gia vào các hoạt động nông nghiệp. Năm 1921, 55% người trên 10 tuổi mù chữ do các chính sách đàn áp của Đế quốc Nga. Tại Cộng hòa Ba Lan tái lập, số trường công tăng lên rất nhiều, và tỷ lệ mù chữ giảm xuống 35% vào năm 1931.
Chính phủ Ba Lan đã tiến hành hai cuộc điều tra chính thức cách nhau 10 năm nhằm xác định tình trạng kinh tế và thiểu số của đất nước. Cả hai cuộc điều tra đều hỏi người trả lời về các liên kết tôn giáo của họ. Các phát hiện về thành phần dân tộc đã bị tranh cãi, đặc biệt là sau Thế chiến II. Điều tra dân số năm 1921 theo hướng dẫn của Hiệp ước thiểu số Hội Quốc Liên năm 1918, hỏi về dân tộc khiến nhiều người trả lời vốn dĩ thuộc các nguồn gốc dân tộc khác nhau sống ở Ba Lan mặc định tuyên bố là người Ba Lan. Cuộc điều tra dân số năm 1931 đã thay thế câu hỏi này bằng một câu hỏi cụ thể hơn liên quan đến "tiếng mẹ đẻ" của những người được hỏi, do đó, khiến nhiều người được hỏi chỉ đơn giản gọi nó là "tiếng địa phương".
Theo kết quả được công bố và chính thức của cuộc điều tra dân số Ba Lan năm 1931  trong số 1.057.147 cư dân của tỉnh Nowogródek, 553.859 nói tiếng Ba Lan, 413.466 nói tiếng Belarus, 69.782 nói tiếng Yiddish, 7.243 nói tiếng Hebrew, 6.794 nói tiếng Nga và 2.499 nói tiếng Litva. Những người còn lại nói tiếng Ukraina, tiếng Rusyn, tiếng Đức, tiếng Séc và những ngôn ngữ khác. Tính theo tỷ lệ phần trăm, điều này có nghĩa là ước tính có 53% dân số xác định tiếng mẹ đẻ của họ là tiếng Ba Lan, 39% là tiếng Belarus, 7% là tiếng Yiddish và 1% là tiếng Nga. Theo đánh giá của Tadeusz Piotrowski (1998) điều tra dân số ghi nhận số lượng người Ba Lan nhiều hơn chỉ vì 'ngôn ngữ nói' không được xác định rõ ràng, do đó trích dẫn các số liệu được điều chỉnh bởi Jerzy Tomaszewski (1985) như sau: Tỉnh Nowogródek là nơi sinh sống của khoảng 616.000 người dân tộc Belarus. Theo ông, số lượng người dân tộc Belarus (bao gồm cả tutejsi) đã vượt quá số lượng người dân tộc Ba Lan 8 điểm phần trăm. Tương tự, số liệu thống kê về dân số Do Thái được cho là đã giảm khoảng 4% so với số lượng thực tế. Chủ tịch văn phòng thống kê điều tra dân số Ba Lan, Edward Szturm de Sztrem đã tuyên bố sau Thế chiến thứ hai rằng các biểu mẫu được trả lại có thể đã bị cơ quan hành pháp giả mạo, nhưng ở mức độ nào thì không được biết. Jerzy Tomaszewski phân loại thành phần không phải người Ba Lan lớn nhất là người Belarus và người Ukraina với tổng cộng chiếm 58,37%; và 7,85% là người Do Thái (theo trích dẫn của Teichova & Matis).

## Hành chính
Thị trấn lịch sử Nowogródek là thủ phủ nhỏ nhất trong tất cả các tỉnh lị của Ba Lan, với dân số gần 10.000 người (tính đến năm 1939). Thành phố lớn nhất của khu vực là giao lộ đường sắt quan trọng Baranowicze, đã phát triển nhanh chóng trong những năm 1930. Dân số năm 1931 của thành phố là gần 23.000 người. Các trung tâm quan trọng khác của tỉnh là Lida (n 1931 dân số 20.000), Słonim (16.000) và Nieśwież (8.000).
Việc phân chia tỉnh Nowogródek cho đến năm 1929 được đưa ra dưới bảng sau đây. Nó cũng bao gồm các huyện (powiat) Duniłowicze, Dzisna (có trung tâm là Głębokie) và Wilejka từ năm 1921 đến 1922 cho đến khi chúng được chuyển cho vùng Wilno.
| Danh sách các huyện | Danh sách các huyện | Danh sách các huyện | Danh sách các huyện | Danh sách các huyện |
| #                   | Tên                 | Huy hiệu            | Diện tích           | Dân số              |
| ------------------- | ------------------- | ------------------- | ------------------- | ------------------- |
| 1                   | Baranowicze         |                     | 3.298 km²           | 161.100             |
| 2                   | Lida                |                     | 4.258 km²           | 183.500             |
| 3                   | Nieśwież            |                     | 1.968 km²           | 114.500             |
| 4                   | Nowogródek          |                     | 2.930 km²           | 149.500             |
| 5                   | Słonim              |                     | 3.069 km²           | 126.500             |
| 6                   | Stołpce             |                     | 2.371 km²           | 99.400              |
| 7                   | Szczuczyn           |                     | 2.273 km²           | 107.200             |
| 8                   | Wołożyn             |                     | 2.799 km²           | 115.500             |

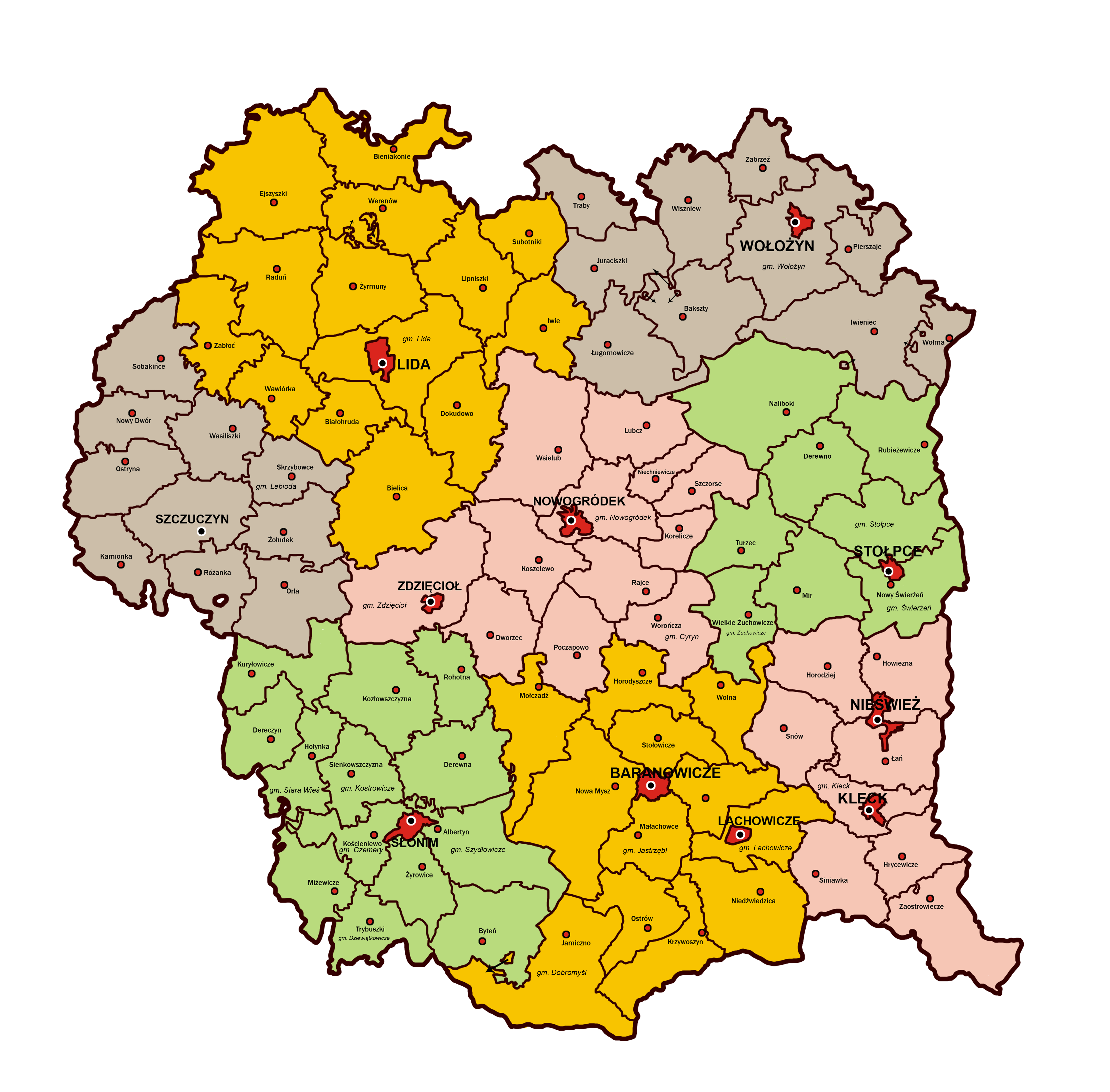
Bản đồ tỉnh Nowogródek, 1938

Huyện Szczuczyn được tạo ra từ gmina Kamionka của huyện Grodno trong tỉnh Bialystok và gmina Dziembrów, Lebioda, Nowy Dwór, Orla, Ostryna, Różanka, Sobakińce, Szczuczyn, Wasiliszki và Żołudek của huyện Lida vào ngày 21 tháng 3 năm 1929.

## Kinh tế
Tỉnh Nowogródek nằm ở cái gọi là Ba Lan "B", có nghĩa là khu vực kém phát triển, với ngành công nghiệp không đủ để cải thiện khả năng sinh hoạt. Sự cai trị của Nga sau phân chia Ba Lan (kết thúc năm 1918), khiến Nowogródek rơi vào tình trạng suy sụp kinh tế. Đường xá và phương tiện liên lạc đã bị phá hủy, cùng với hầu hết các ngành công nghiệp. Phần lớn dân số là người nghèo, với tỷ lệ mù chữ cao kéo dài và trình độ sản xuất nông nghiệp thấp. Mạng lưới đường sắt yếu kém (tổng chiều dài chỉ 713 km, tương đương 3,1 trên 100 km²), chỉ có hai nút giao thông: tại Baranowicze và Lida. Bản thân thành phố Nowogródek không nằm trên bất kỳ kết nối đường sắt chính nào, chỉ có thể đến được đó bằng đường ray khổ hẹp. Trong thời kỳ giữa hai thế chiến, Nowogródek chủ yếu vẫn là một tỉnh nông nghiệp. Các doanh nghiệp công nghiệp quy mô vừa bao gồm các nhà máy xay xát, nhà máy chế biến sữa, nhà máy sản xuất nhựa thông và hắc ín, nhà máy gạch, nhà máy cưa, nhà máy nước giải khát, nhà máy thuộc da và nhà máy chưng cất. Chế biến gỗ và sản xuất từ gỗ là ngành quan trọng nhất trong vùng; sử dụng 35,6% tổng số công nhân. Đến năm 1934, mỗi huyện đều có một xưởng cưa, hơn một nửa trong số đó có 20–100 nhân viên.
Công nghiệp thực phẩm được phát triển tốt trong tỉnh. Ngành này bị chi phối bởi các doanh nghiệp nhỏ đáp ứng nhu cầu của người dân địa phương, có nhà máy chế biến thịt lớn tại Baranowicze. Năm 1934, có 611 nhà máy xay bột trong tỉnh, xay lúa mạch đen (65%), lúa mạch (13%), lúa mì (7%) và các loại ngũ cốc khác. Có 227 nhà máy chế biến sữa, 72 nhãn nước giải khát, 24 nhà máy chưng cất, 6 nhà máy sấy trái cây, 5 nhà máy rượu và đóng gói mật ong, 4 nhà máy giấm, 4 nhà máy sản xuất tinh bột, 3 nhà máy xông khói công nghiệp, 2 nhà máy bia, 2 nhà máy tinh chế rượu, cũng như nhà máy sấy khô và chế biến dược liệu. Ngành công nghiệp kim loại có đại diện là 6 công ty. Ở Lida có 2 nhà máy sản xuất máy móc nông nghiệp và một nhà máy sản xuất dây và đinh. Thiết bị cho các nhà máy được sản xuất bởi các xưởng cơ khí ở Baranowicze, cùng với thêm hai cửa hàng sửa chữa. Nhà máy kính "Neman" là cơ sở công nghiệp lớn nhất ở Nowogródek và bất cứ nơi nào ở phía đông bắc của Kresy. Ngoài ra, đã có 9 nhà máy ngói từ năm 1934, trong đó có 6 nhà máy lớn, sử dụng tới 70 công nhân vào mùa vụ. 71 nhà máy gạch hầu hết có quy mô nhỏ, với 10 nhà máy lớn, sản xuất chủ yếu cho thị trường địa phương do vận tải đường sắt không đủ lợi nhuận. Ngoài ra, có 36 nhà máy bê tông trong tỉnh vào giữa thập niên 1930. Sự phát triển kinh tế hơn nữa của tỉnh Nowogródek đột ngột bị dừng lại do chiến tranh.

## Thống đốc
- Czesław Krupski tháng 6 năm 1921 – 17 tháng 10 năm 1921 (quyền)
- Władysław Raczkiewicz 17 tháng 10 năm 1921 – 29 tháng 8 năm 1924
- Marian Żegota-Januszajtis 29 tháng 8 năm 1924 – 24 tháng 8 năm 1926
- Bỏ trống 24 tháng 8 năm 1926 – 24 tháng 9 năm 1926
- Zygmunt Beczkowicz 24 tháng 9 năm 1926 – 20 tháng 6 năm 1931
- Wacław Kostek-Biernacki 1 tháng 7 năm 1931 – 8 tháng 9 năm 1932
- Stefan Świderski 8 tháng 9 năm 1932 – 2 tháng 12 năm 1935 (hoạt động đến 1933)
- Adam Korwin-Sokołowski 17 tháng 12 năm 1935 – 17 tháng 9 năm 1939

## Lịch sử
Vào ngày 17 tháng 9 năm 1939, sau cuộc xâm lược của Đức vào Ba Lan, các lực lượng Liên Xô đã xâm chiếm miền đông Ba Lan. Liên Xô gặp rất ít sự kháng cự và quân đội của họ nhanh chóng di chuyển về phía tây, chiếm đóng khu vực của tỉnh một cách dễ dàng.
Sau đó khu vực này bị Liên Xô chiếm đóng, và sau đó (sau năm 1941) là Đức. Sau Thế chiến II, khu vực này bị Liên Xô sáp nhập và hầu hết được sáp nhập vào Cộng hòa Xã hội chủ nghĩa Xô viết Byelorussia. Điều này dẫn đến việc mất đi các ngôi làng như Dziarečyn, nơi có đông người Do Thái sinh sống trước Holocaust. Phần phía bắc của huyện Lida cũ, bao gồm thị trấn Ejszyszki (nay là Eišiškės) trở thành một phần của Litva.